# Only When I Sleep
«Only When I Sleep» (en español: «Solo cuando duermo») es el sencillo de presentación del disco Talk On Corners, de la banda irlandesa The Corrs, en 1997. Peses a su escaso impacto directo en las listas de ventas, se ha consagrado como una de las canciones más conocidas de la banda, antesala además de su disco con mayores ventas y uno de los más exitosos en la historia de las listas británicas.
En 1999 editaron el sencillo por parte del álbum The Corrs Unplugged en Francia.

## Recepción de la crítica
Alan Jones de Music Week describió la canción como "una balada elegante y agradable al oído interpretada en un estilo intermedio entre Roxette y Heart. Las armonías agradables de la familia son un plus, al igual que el violín vagamente irlandés. Un detonante invaluable para las ventas de su próximo álbum Talk On Corners ".

## Vídeo musical y composición
El vídeo musical que acompaña a "Only When I Sleep" se filmó en el Hotel Alexandria de Los Ángeles y tiene un estilo más glamoroso que los vídeos anteriores. El hotel era muy popular en los primeros tiempos de Hollywood y en él se alojaban estrellas famosas como Charlie Chaplin, Sarah Bernhardt, Rodolfo Valentino, Douglas Fairbanks o Cecil B. DeMille, pero también políticos como Theodore Roosevelt y Winston Churchill. Hoy está abandonado, pero todavía se utiliza como lugar de rodaje de muchas películas, programas de televisión (por ejemplo, The X-Files) y otros vídeos musicales.
El director Nigel Dick conoció a Jim por casualidad en el Aeropuerto Internacional de Los Ángeles. Ha dirigido vídeos musicales para muchos otros artistas, incluidos REM, Cher, Oasis, Tears for Fears y Alice Cooper.
"Only When I Sleep" es una canción de rock de ritmo más lento (95 BPM), constante pero "de ensueño", en clave de si dórico (menor)/la mayor, en tiempo común (4/4), y tiene una duración de cuatro minutos y veintiún segundos. La canción presenta una destacada guitarra eléctrica rítmica y solista, una guitarra acústica y una batería; el puente de la canción es una melodía simple de inspiración irlandesa compuesta por la banda, con Andrea Corr en el flautista (un flautista 'Little Black D' de Walton) y Sharon Corr en el violín. Sharon toca un violín acústico-eléctrico Barcus Berry.

## Temas
1. «Only When I Sleep» (Radio edit)
2. «Only When I Sleep» (Álbum versión)
3. «Remember» (Inédita)
4. «Only When I Sleep» (Instrumental)

## Créditos

### The Corrs
- Andrea Corr – voz principal, flauta dulce
- Caroline Corr – voz, batería, bodhrán
- Sharon Corr – voz, violín
- Jim Corr – voz, guitarra, teclados
- The Corrs – escritura, coproducción

### Producción
- John Shanks – escritura
- Paul Peterson – escritura
- Oliver Leiber – escritura, producción
- Bob Clearmountain – mezcla
- Brenda Rotheiser – dirección de arte
- Blinkk – fotografía

- Datos: Q3272796